# طلعت بولوت
طلعت بولوت (بالتركية: Talat Bulut)‏ فنان مسرحي تركي من مواليد عام 1956، شارك في الكثير من المسلسلات التلفزيونية.
تخرج في جامعة «هاستيب» قسم هندسة الإلكترونيات، وبدأ حياته الفنية عام 1975 في مدينة أنقرة على مسرح «ديميتروف» للفنون، لينطلق بعدها محققا نجاحات كبيرة في السينما، خاصة بعد فيلمه "Hazal" الذي يعد شهادة ميلاده الحقيقية.
شارك طلعت بولوت في فيلم "Manisa Tarazani"، عام 1994 والذي سبب له شهرة جماهيرية واسعة، كما حاز بسببه على جائزة أفضل ممثل في مهرجان «أنقرة» عام 1995. وفي عام 1988 حاز على جائزة أفضل ممثل في مهرجان «أنقرة» عن فيلم "Herşeye Rağmen"، كما حصل على جائزة دعم لأفضل ممثل عام 1983 في مهرجان «أنطاليا» عن دوره في فيلم "Derman"، بالإضافة لجائزة أخرى من نفس المهرجان ولكن عام 2000 كأفضل ممثل في فيلم "Melekler Evi"، وفي نفس العام حصل على جائزة «السينما التركية» كأفضل ممثل عن فيلم "Abuzer Kadayif".
شارك في العديد من الأفلام التي أثّرت في تاريخه الفني مثل Köçek،Prenses، Karanfilli Naciye، Cemile Ve Umudun Masalı، Kurtar Beni، Saklambaç، Aşk Olsun، وغيرها الكثير من الأعمال المميزة.

## المصدر
موقع قناة mbc4

## روابط خارجية
- طلعت بولوت على موقع IMDb (الإنجليزية)
- طلعت بولوت على موقع ألو سيني (الفرنسية)
- طلعت بولوت على موقع أول موفي (الإنجليزية)
- طلعت بولوت على موقع قاعدة بيانات الأفلام السويدية (السويدية)
- طلعت بولوت على موقع قاعدة بيانات الفيلم (الإنجليزية)
- طلعت بولوت على موقع كينوبويسك (الروسية)